# Bitva u Inabu
Bitva u Inabu 29. června 1149 byl vojenský střet v době druhé křížové výpravy mezi silami křižáků antiochijského knížete Raimonda z Poitiers a sekty asasínů pod vedením Alího íbn Wafy se syrském atabegem Núr ad-Dínem a vládcem Damašku Mudžírem ad-Dínem. Bitva skončila Núr ad-Dínovým vítězstvím.

## Příčiny

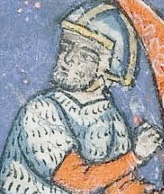
Núr ad-Dín

Poté, co roku 1148 druhá křížová výprava skončila nezdarem, rozhodl se vládce Aleppa Núr ad-Dín zaútočit na oslabené křižácké státy. Na jaře 1149 aleppský emír vytáhl proti Antiochijskému knížectví. Muslimské síly čítaly až 6 000 jezdců. Raimond měl k dispozici kolem 1 000 pěších vojáků, avšak existují rozpory, kolik mohl postavit do boje rytířů na koních, mohlo to být 400 až dokonce 4 000. Kromě toho se s křižáky spojila mocná ší'itská sekta asasínů (hašašínů).

## Průběh

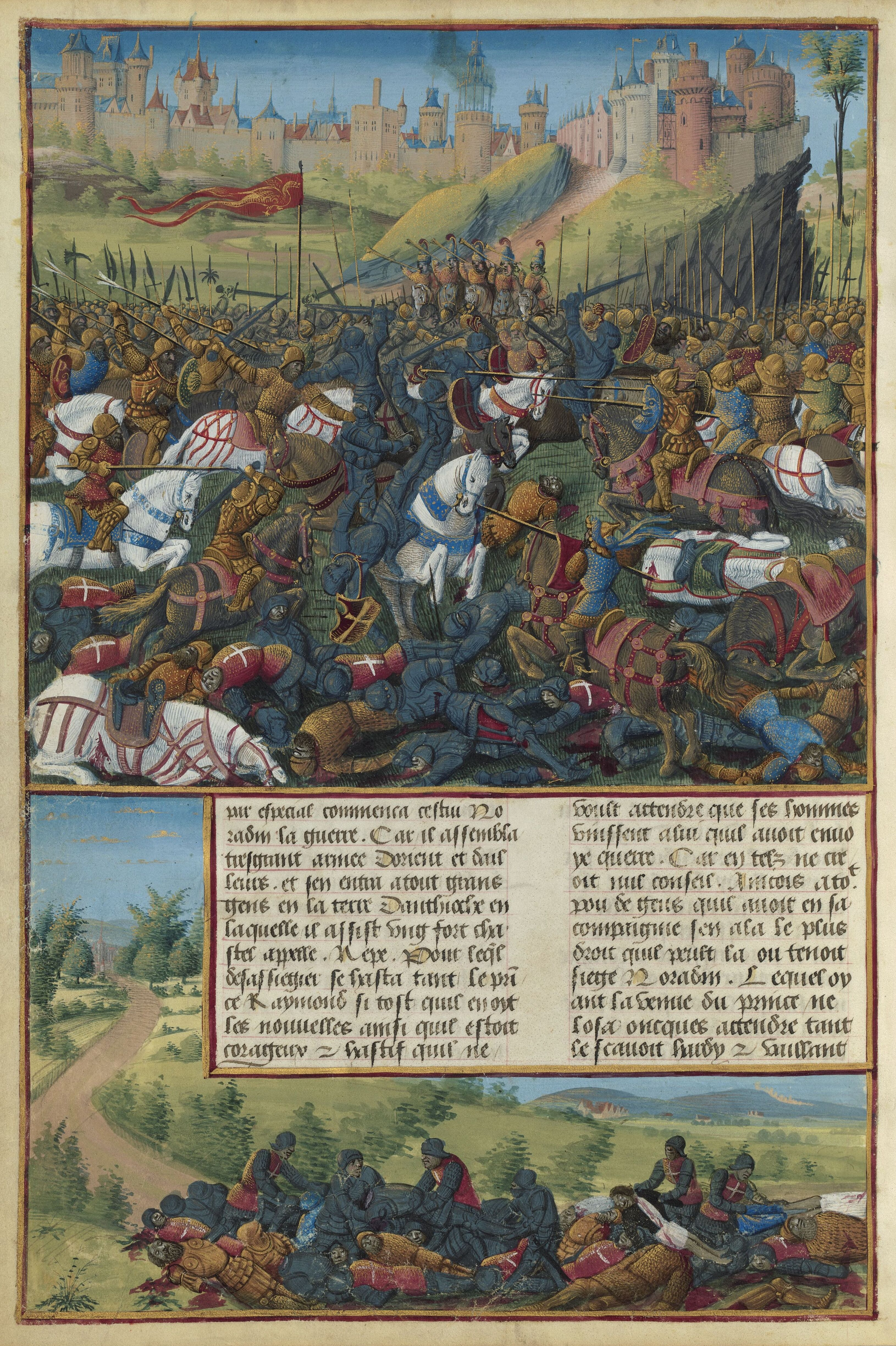
Bitva u Inabu v kronice Passages d'outremer z druhé pol. 15. století

Raimond z Poitiers zpočátku využil momentu překvapení a Núr ad-Dína zahnal na útěk. Vládce z Aleppa, který neměl přesné informace o počtu protivníka, však brzy skutečnost prohlédl, obrátil a přešel do protiútoku. Raimond se dopustil taktické chyby, když nařídil na noc rozbít tábor na holém prostranství v soutěsce u Fons Murez. Núr ad-Dín jej v noci obklíčil a ráno kníže poznal, jakou předchozího večera udělal chybu. Jedinou jeho nadějí bylo probít se z obklíčení, ale byl ve velké nevýhodě. Jeho rytíři museli útočit do kopce a proti přesile. Všichni Raimondovi vojáci byli muslimy pobiti a padl i sám Raimond. Mrtvému knížeti nechal Núr ad-Dín uříznout hlavu a poslal ji ve stříbrné skříňce abbásovskému chalífovi do Bagdádu, kde rozšířila po Bohemundu II. jeho sbírku o další exemplář hlavy antiochijského knížete.
| „              | Tělo tohoto prokletého knížete bylo nalezeno ležící uprostřed mrtvých těl nejstatečnějších z jeho družiny. Uřízli mu hlavu a odevzdali Núr ad-Dínovi. | “ |
| — Ibn Kvalansi | |   |